# Flerte Fatal
Flerte Fatal (на английском: «Fatal Flirtation») — альбом бразильской певицы Риты Ли в партнёрстве с её мужем Роберто де Карвальо, выпущенный в 1987 году. Он содержит хиты «Pega Rapaz», «Bwana» и «Flerte Fatal».
| Оценки критиков | Оценки критиков |
| Источник        | Оценка          |
| --------------- | --------------- |
| Allmusic        | [ 2 ]           |

## Список композиций
1. «Brazix Muamba» (Роберто де Карвальо/Рита Ли)
2. «Flerte Fatal» (Рита Ли/Роберто де Карвальо)
3. «Bwana» (Рита Ли/Роберто де Карвальо)
4. «Me recuso» (Рита Ли/Луис Серхио Карлини/Ли Маркучи)
5. «Blue Moon» (Роджерс/Харт/Версия: Рита Ли)
6. «Pega rapaz» (Рита Ли/Роберто де Карвальо)
7. «Músico Problema» (Рита Ли/Роберто де Карвальо)
8. «Pára com isso» Андре Христован / Роберто де Карвальо)
9. «Piccola Marina» (Роберто де Карвальо / Антонио Бивар)
10. «Xuxuzinho» (Рита Ли/Роберто де Карвальо)

## Продажи
| Страна   | Продажи |
| -------- | ------- |
| Бразилия | 290,000 |